# Liste der Monuments historiques in Dormelles
Die Liste der Monuments historiques in Dormelles führt die Monuments historiques in der französischen Gemeinde Dormelles auf.

## Liste der Bauwerke
| Bezeichnung             | Beschreibung                  | Standort | Kennzeichnung | Schutzstatus   | Datum     | Bild           |
| ----------------------- | ----------------------------- | -------- | ------------- | -------------- | --------- | -------------- |
| Kirche St-Martin        | Erbaut ab dem 12. Jahrhundert | (Lage)   | PA00086932    | Inscrit Classé | 1926 1931 | weitere Bilder |
| Bauernhof Saint-Gervais |                               | (Lage)   | PA00086933    | Inscrit        | 1949      | weitere Bilder |
| Fort de Challeau        | Erbaut ab dem 13. Jahrhundert | (Lage)   | PA00086934    | Inscrit        | 1975      | weitere Bilder |
| Pierre Plantée          |                               | (Lage)   | PA00086935    | Classé         | 1900      | weitere Bilder |